# De Phenix (Marrum)
De Phenix is een poldermolen nabij het Friese dorp Marrum, dat in de Nederlandse gemeente Noardeast-Fryslân ligt.

## Beschrijving
De Phenix werd in 1917 gebouwd voor de bemaling van de polder Ferwerd, als vervanger van een uit 1845 daterende molen die in de zomer van 1916 als gevolg van blikseminslag was afgebrand. De Phenix, een grondzeiler, werd samengesteld uit onderdelen van een gesloopte houtzaagmolen met dezelfde naam in Leeuwarden. In 1976 werd hij eigendom van de Stichting De Fryske Mole. De molen, die vroeger was uitgerust met zelfzwichting, werd in 1997 voor het laatst gerestaureerd. Hij is niet meer aangesloten op de Friese boezem, maar nog wel maalvaardig in circuit. De Phenix wordt ook gebruikt als lesmolen voor het Gild Fryske Mounders. Hij kan op afspraak worden bezichtigd.